# Майский (Краснокамский район)
Ма́йский — посёлок (в 1975—2000 гг. — посёлок городского типа) в Пермском крае России. Входит в Краснокамский городской округ.

## География
Расположен на реке Сюзьва.

## Население
| 1979 | 1989  | 2002  | 2010  | 2021  |
| ---- | ----- | ----- | ----- | ----- |
| 2849 | ↗5127 | ↗5357 | ↘5175 | ↘4131 |

## История
Посёлок Майский был образован 30 апреля 1972 года вокруг свиноводческого совхоза «Пермский», — накануне праздника Первое мая от которого и получил своё название. Официально зарегистрирован 29 сент. 1972 г. 18 апреля 1974 года был переименован в поселок Красногорский, но 22 июля того же года данное решение было отменено.

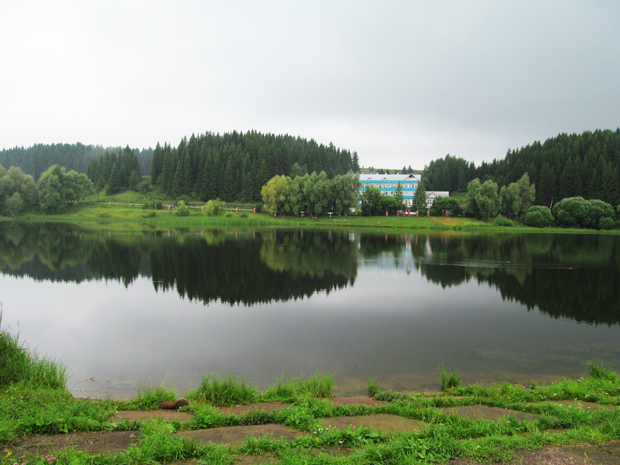
Пруд в Майском посёлке

Является центром Майского сельского поселения. До создания муниципального образования был административно подчинён городу Краснокамску.
Градообразующее предприятие посёлка АО «Свинокомплекс Пермский» было создано приказом Министерства совхозов РСФСР от 30 января 1975 года. Входит в число крупнейших производителей свинины в России. Предприятие ежегодно производит 14 тыс.тонн мяса свинины в живом весе, что составляет более 80 % свиного мяса в Пермском крае. Хозяйство имеет в собственности 19 522 гектар земли.
В 1974 году в посёлке открылась средняя школа. В 1975 году Майский преобразован в рабочий посёлок. С 1 сентября 1988 года в ней проводился эксперимент союзного значения, которым руководил директор школы А. Ф. Старовойтов.
В 1978 году в Доме культуры совхоза был организован ансамбль песни и танца «Узоры Прикамья», который существует по настоящее время и является лауреатом и дипломантом конкурсов и фестивалей различного уровня, участником международных карнавалов в Бельгии, Италии, Франции.
Поселок Майский, ставший центральной усадьбой совхоза «Пермский», по своей планировке, застройке и благоустройству был отнесен к экспериментально-показательным сельским населенным пунктом РСФСР. В мае 1980 г. ему присудили диплом I-й степени во Всесоюзном конкурсе на лучшую планировку и застройку сельских населенных пунктов.
Расстояние до Перми 55 км. 1387 км Транссибирской магистрали, станция Чайковская Свердловской железной дороги.
В посёлке находится Дворец культуры и техники, горнолыжная база «Майская Гора», санаторий-профилакторий «Атлант».
В 2000 году Майский преобразован в сельский населённый пункт (посёлок).
С 2009 года является побратимом с Французским городом Марли.
В 2017 году в посёлке был обнаружен фрагмент бивня мамонта.